# HD 74156 d
HD 74156 d는 바다뱀자리 방향으로 지구로부터 210.6 광년 떨어진 곳에 있는 항성 HD 74156 주위를 도는, 외계 행성이다. 질량은 최소 목성의 40퍼센트 수준이다. 만약 이 행성의 궤도경사각이 완전히 지구 관측자 시야와 직각을 이루지 않는다면 가스 행성 정도 질량일 것이다. 항성으로부터의 거리는 대략 지구~태양 정도지만 표면 온도는 매우 높아 생명체가 살기는 힘들 것으로 보인다. 텍사스 대학교의 제이콥 빈 연구진이 최초로 발견했다.
HD 74156 d의 존재는 로리 번스, 토마스 퀸, 션 레이먼드의 컴퓨터 모형을 통해 예측되었다. 이들은 안정적인 궤도를 형성하는 곳에 행성들이 있을 것이라는 행성계 이론을 주장했다. 이 행성계에서 먼저 발견되었던 두 개 행성의 자료로부터 한 개의 행성이 더 존재할 것이라는 가설이 제기되었다. 만약 이 가설이 참이라면 HD 74156 d는 실증적 방법으로 발견되기 전 이론적으로 그 존재가 예측된 최초의 외계 행성이 될 것이다.
V. Baluev는 자료의 오류를 들어 이 발견에 이의를 제기했다. 최초 발견자들은 Baluev의 이의에 주의를 기울이지 않았다.

## 같이 보기
- HD 74156 b
- HD 74156 c